# Дракар
Дракар (норв. Drakkar, што је на древним скандинавским језицима буквално значило брод-змај - од Drage — „змај“ и Kar — „брод“) је био дрвени викиншки брод.
Дракари су били пловила коришћени током викиншког доба у северној Европи. Скандинавску традицију бродоградње током викиншког доба одликовали су витки и флексибилни бродови, са симетричним крајевима са правом кобилицом. Ови бродови су могли имати главу змаја.